# 白田（白雲街）公共運輸交匯處
白田（白雲街）公共運輸交匯處（英語：Pak Tin (Pak Wan Street) Public Transport Interchange）位於香港九龍深水埗區石硤尾白雲街白田邨安田樓對面，白田商場基座，乃一圍邊鋸齒形巴士總站。

## 歷史
白田邨於1969年起入伙初期並無巴士總站，直至1973年初才首次設立，以配合屋邨擴建。當時九巴2D線和過海隧巴104線以白田為總站。第四代的九巴2B線（1979-1980年）曾以白田為總站，九巴2E線則於1977年延長至白田。自從九巴2D線於1983年延長至澤安邨後，巴士路線的變化不大。 
白田邨經過重建，部份樓宇拆卸及改建新型房屋，巴士總站亦出現重大變動，最初的巴士總站位於現時澤田樓與昌田樓對出的位置，於1982年因應此總站的啓用而併入，直至1990年代初，此總站需要重建，當時僅有的九巴2E線和過海隧巴104線遷回澤田樓站作臨時總站，直至1994年重建完成，新坑狀總站於同年8月7日啟用為止。 
在此總站未重建前，九龍專綫小巴9M線以現時白田邨第9座的位置作總站，並沒有遷進總站。在總站關閉前夕，九巴2E線和過海隧巴104線皆以此站為總站，新巴702A線則在上課日提供上下午來回服務。 
房委會2012年宣布於2018年清拆白田邨第9、10、11及13座，其時當局選定蘇屋邨第二期為接收受影響居民的屋邨。然而，基於居民希望在加快重建步伐的同時獲得原邨安置，有關方面遂決定提前於2014年停用此總站，並將之連同白田邨第12座重建為2座新公屋。此站最終於2015年9月22日起停用，使用此站的巴士及小巴路線當日起分散到白雲街兩旁設站，其中2E線改以「白田邨澤田樓」站為臨時總站，104線遷往「白田邨昌田樓」站，而702A線的臨時總站則位於「白田邨第9座」站，為期約4年。當局又決定耗資港幣1億820萬元在2016年，興建室內鋸齒形環狀公共運輸交匯處替代此站，選址於第7、8期重建（康、健、詠、心四座）基座。

## 路線資料（巴士）

### 城巴702A線
- 海盈邨 → 白田邨

2006年1月3日投入服務，當時由海麗邨對面的碧海藍天單向經南昌站、青山道及南昌街前往白田邨，只於學校上課日的上學時間提供服務。同年9月4日增設放學時間服務，經南昌街、元州街及欽州街返回海麗邨。2020年6月22日起延伸至海盈邨，同年7月27日起取消下午班次，由702B線取代。

### 過海隧道巴士104線
- 堅尼地城 ↔ 白田邨

1973年1月28日投入服務，途經石硤尾、旺角、油麻地、紅磡海底隧道、灣仔北、金鐘、中環及西營盤。

## 途經路線資料（巴士）

### 九龍巴士2D線
- 澤安邨 ↔ 黃大仙

### 九龍巴士2E線
- 深水埗（白田邨） ↔ 九龍城碼頭

1961年8月5日開辦，途經深水埗、大角咀、旺角西、佐敦道、紅磡及土瓜灣。

### 城巴702B線
- 白田（北） ↺ 海盈邨

於2020年7月27日投入服務，途經石硤尾、深水埗、南昌站及海麗邨，取代702A線下午班次。

## 總站路線資料（專線小巴）

### 九龍區專線小巴12線
- 白田 ↔ 旺角東站

## 途經路線資料（專線小巴）

### 九龍區專線小巴9M線
- 白田上邨 ↺ 石硤尾站

## 車坑分佈
| 車坑分佈（以入口最左邊起計） | 車坑分佈（以入口最左邊起計） | 車坑分佈（以入口最左邊起計） |
| 車坑編號                     | 座向                         | 路線                         |
| ---------------------------- | ---------------------------- | ---------------------------- |
| 1                            | 東面                         | 過海隧道巴士104線            |
| 2                            | 北面                         | 九龍巴士2E線                 |
| 3                            | 北面                         | 城巴702B線                   |
| 4                            | 北面                         | 九龍巴士2D線                 |
| 5                            | 西面                         | 落客站                       |
| 6                            | 南面                         | 專綫小巴9M線                 |
| 7                            | 南面                         | 專線小巴12線                 |

## 公共設施

### 設施及志願機構
- 龍耳(白田)聾人及弱聽綜合服務中心

### 文康娛樂
- 白田社區會堂
- 白田商場

## 外部連結
- 九巴 （页面存档备份，存于）
- 白田邨巴士總站 （页面存档备份，存于），城巴／新巴
- 香港巴士大典上的相关条目：白田 (白雲街) 公共運輸交匯處